# 福州薯蓣
福州薯蓣（学名：Dioscorea futschauensis）是薯蓣科薯蓣属的植物，是中国的特有植物。分布在中国大陆的广东、湖南、浙江、广西、福建等地，生长于海拔700米的地区，见于山坡灌丛、沟谷边、林缘或路旁，目前尚未由人工引种栽培。

## 别名
萆薢（福建）

## 外部連結
- 綿萆薢 Mianbixie （页面存档备份，存于） 中藥材圖像數據庫 (香港浸會大學中醫藥學院)